# Juliana von Lüttich

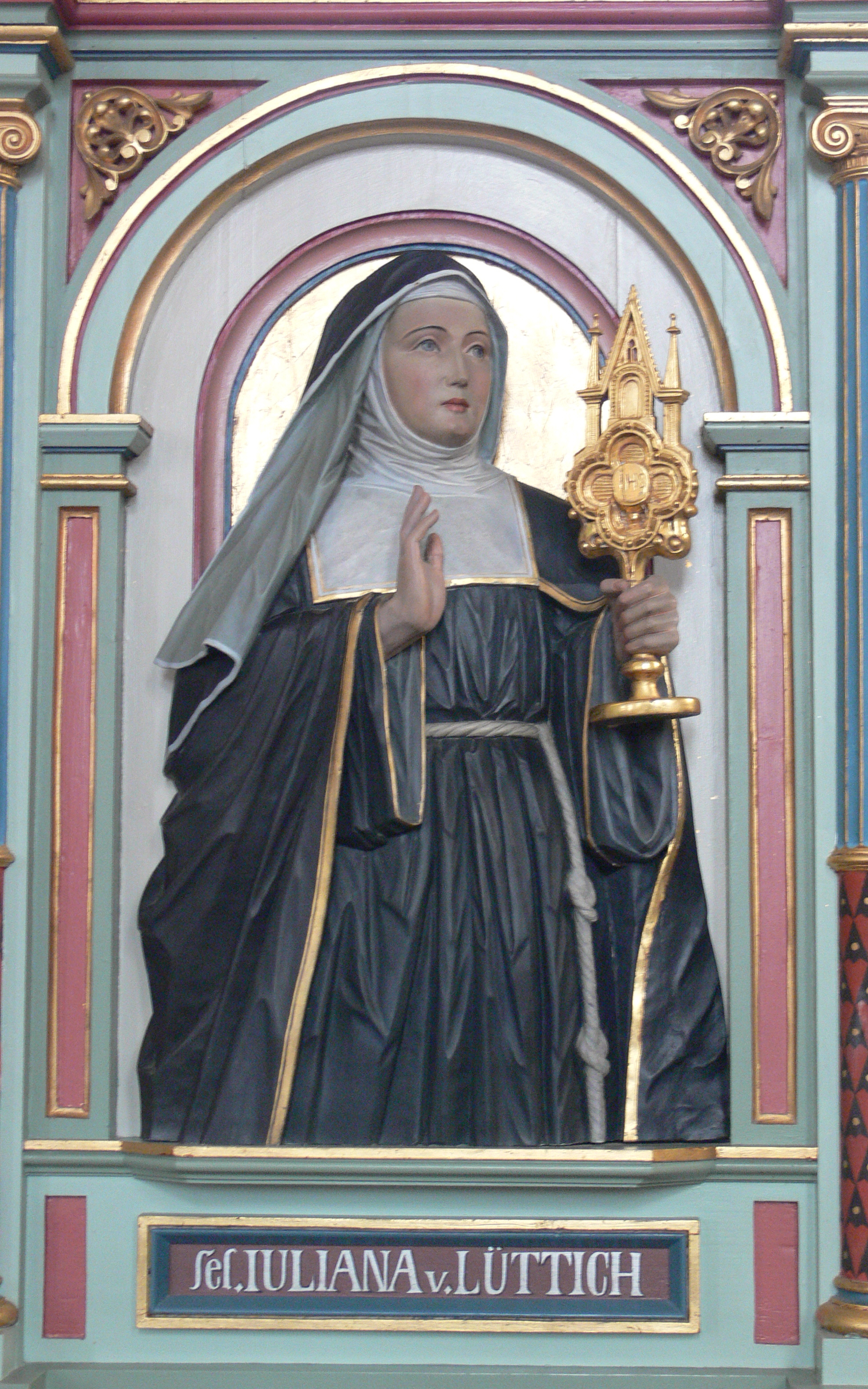
Peter Paul Metz: Juliana von Lüttich, Fantasieporträt am Chorgestühl der Pfarrkirche Merazhofen (Leutkirch im Allgäu), 1896

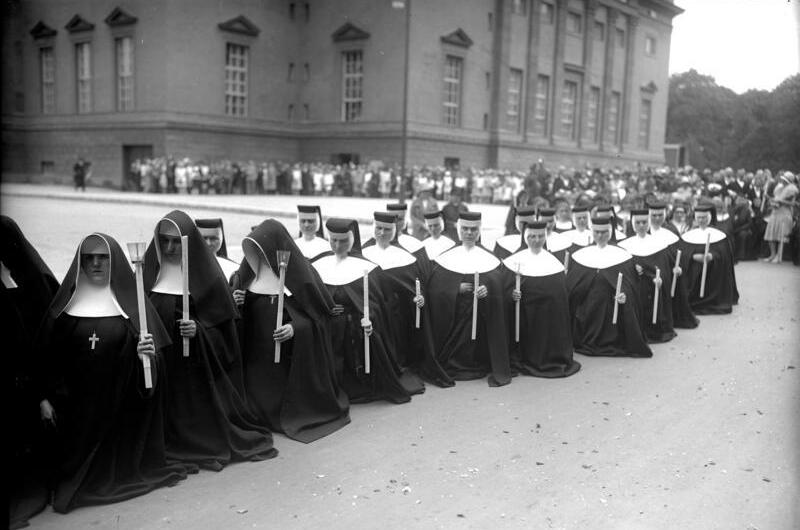
Fronleichnamsprozession am Berliner Bebelplatz, 1932

Juliana von Lüttich (* um 1193 in Retinne bei Lüttich; † 5. April 1258 in Fosses; auch Juliana von Cornillon) war Chorfrau und Mystikerin.
Im Alter von fünf Jahren kam sie als Waise ins Leprosenhospital von Lüttich, Mont Cornillon, das von  Augustinerinnen und Augustinern betreut wurde. 1206 trat sie in dieses Kloster ein, bekam Unterricht in Latein und legte 1207 im Alter von 13 Jahren die Profess ab. Die Nonne wollte in Ehrfurcht vor Gott leben und empfand eine starke Neigung zur Feier der heiligen Messe. 1222 übernahm sie das Amt der Priorin der Chorfrauen des Klosters Cornillon. Da der Generalobere des Ordens sie nicht schätzte und die Mitschwestern gegen sie aufhetzte, wurde sie zweimal von ihren Mitschwestern wegen allzu großer Strenge vertrieben. Ihr Wunsch nach Erneuerung der Gemeinschaft fand keinen Widerhall. Nach ihrer Vertreibung aus dem Kloster fand sie Aufnahme bei den Beginen in Namur, wo sie ihre Frömmigkeit besser ausleben konnte.
Seit 1209 hatte Juliana Visionen, die sich häufig auf das Altarssakrament bezogen. Eine Vision eines Mondes, der an einer Stelle verdunkelt war, deutete sie als Hinweis, dass der Kirche ein Fest zur besonderen Verehrung des Altarssakramentes fehle. 1246 wandte sie sich mit ihrem Anliegen an den Lütticher Bischof Robert, der die Einführung eines Eucharistefestes befürwortete. Hugo von S. Sabina, der Ordensgeneral der Dominikaner, gab sechs Jahre später seine Billigung, woraufhin auch in Köln das Fronleichnamsfest mit einer eucharistischen Prozession gefeiert wurde. Gestützt wurde der Glaube an die Eucharistie durch das „Wunder von Bolsena“, das sich 1263 ereignet haben soll. Im Jahre 1264 folgte durch die Bulle Transiturus de hoc mundo die offizielle Einführung des von einer einfachen Begine vorgeschlagenen Festes für die Gesamtkirche durch Papst Urban IV.
Juliana wurde 1869 heiliggesprochen; ihr Gedenktag ist der 5. April.